# Bitwa koło wysp Santa Cruz
Bitwa koło wysp Santa Cruz – stoczona 26 października 1942 roku, na północ od Wysp Santa Cruz, bitwa lotniczo-morska podczas kampanii na Wyspach Salomona. Czwarta z pięciu bitew lotniskowców podczas II wojny światowej i jedna z największych bitew morskich wojny na Pacyfiku. Jedyne zdecydowane zwycięstwo japońskiej marynarki wojennej po bitwie pod Midway.
Do bitwy doszło w ramach walk o utrzymanie w rękach amerykańskej 1. dywizji piechoty morskiej, zdobytego dwa miesiące wcześniej strategicznie położonego lotniska Henderson Field na wyspie Guadalcanal. W starciu ze znacznie przeważającymi siłami japońskimi pod dowództwem wiceadmirała Nobutake Kondō, zatopione zostały amerykański lotniskowiec USS „Hornet” (CV-8) oraz niszczyciel USS „Porter” (DD-356), uszkodzone zaś zostały lotniskowiec USS „Enterprise” (CV-6) oraz pancernik USS „South Dakota” (BB-57) i szereg innych okrętów. Z biorących udział w bitwie czterech japońskich lotniskowców, uszkodzone zostały „Shōkaku” i „Zuihō”, a także krążownik ciężki „Chikuma”.
Mimo dużej japońskiej przewagi liczebnej i zdecydowanego taktycznego zwycięstwa floty japońskiej, bitwa stanowiła operacyjne zwycięstwo floty amerykańskiej – przyczyniła się bowiem do fiaska kolejnej japońskiej próby odbicia lotniska na Guadalcanalu, strategicznie natomiast załamała cesarskie lotnictwo pokładowe, pozbawiając je reszty najbardziej doświadczonych i najlepiej wyszkolonych pilotów pokładowych.

## Podłoże
Od sierpnia 1942 roku trwały zacięte walki na wyspie Guadalcanal w archipelagu Wysp Salomona oraz bitwy okrętów, z głównym ciężarem wokół lotniska Henderson Field na Guadalcanal. Strategiczne znaczenie Henderson Field oznaczało kontrolę nad wodami wokół wysp stanowiących barierę nad drogami wodnymi prowadzącymi do Australii, i ponowne opanowanie go przez siły japońskie, zagrażało amerykańskim strategicznym liniom dostaw na ten kontynent.
Dowodzący japońską Połączoną Flotą admirał Isoroku Yamamoto powziął w tym czasie zamiar zniszczenia amerykańskich lotniskowców, wspierających garnizon na Guadalcanalu oraz skutecznie dotąd zapobiegających japońskim dostawom i wzmocnieniom dla wojsk lądowych walczących na Guadalcanal. Ich zniszczenie umożliwić zaś miało przeprowadzenie decydującego natarcia na pozycje 1. dywizji marines na Henderson Field. W razie powodzenia, pozwoliłoby to zniwelować klęskę w bitwie pod Midway oraz odzyskać kontrolę nad całymi wyspami Salomona i liniami komunikacyjnymi do Australii. Japońskie dowództwo zdawało sobie przy tym sprawę z faktu, że wody wokół Santa Cruz znajdowały się w centrum drogi każdego amerykańskiego zgrupowania okrętów w drodze z Nowej Kaledonii do Guadalcanalu.
11 października w morze wyszły główne siły floty japońskiej. Uderzeniowe siły stanowił zespół lotniskowców wiceadmirała Chūichi Nagumo, w skład którego wchodziły dwa duże lotniskowce „Shōkaku” i „Zuikaku” (po 61 samolotów) i mniejszy „Zuihō” (30 samolotów). Poza tym, w skład drugiego zespołu operacyjnego kontradmirała Kakuji Kakuty wchodził średni lotniskowiec „Jun'yō”. Siły japońskie składały się ponadto z 2 szybkich pancerników, kilku krążowników i innych okrętów. 
W październiku Amerykanie posiadali w rejonie dwa duże lotniskowce – świeżo wyremontowany po bitwie koło wschodnich Wysp Salomona USS „Enterprise” (CV-6) (78 samolotów) i „Hornet” (CV-8) (64 samoloty), ponadto pancernik, sześć krążowników i 14 niszczycieli. Działający pod dowództwem adm. Thomasa Kinkaida zespół Task Force 61 miał za zadanie wsparcie żołnierzy 1. Dywizji Marines na Gadalcanalu, przez uniemożliwienie siłom japońskim dostaw nowego zaopatrzenia oraz lotniczych i morskich ataków na amerykańskich marines ze strony japońskiej floty.

## Bitwa
Do starcia obu stron doszło w okolicy archipelagu wysp Santa Cruz, znajdujących się na północny wschód od Wysp Salomona. 26 października rano japońskie samoloty rozpoznawcze wykryły amerykański zespół z lotniskowcem USS „Hornet” (CV-8) w odległości 210 mil na wschód. Wiceadmirał Nagumo nie zwlekając wypuścił samoloty z lotniskowców w kierunku odkrytego nieprzyjaciela. W tym czasie jednak także dwa prowadzące lot rozpoznawczy bombowce nurkujące Douglas SBD Dauntless z lotniskowca USS „Enterprise” (CV-6) wykryły część japońskiego zespołu, i wbrew przyjętej praktyce, samodzielnie zaatakowały jedyny widoczny japoński lotniskowiec. a co więcej, zdołały uszkodzić bombą pokład lotniczy lotniskowca „Zuihō”. Również Amerykanie po odnalezieniu wroga wysłali przeciw Japończykom samoloty z obu lotniskowców. Dwie grupy wrogich samolotów dosłownie minęły się w powietrzu, lecąc ku swoim celom.

### Atak na Horneta
W początkowej fazie bitwy, „Enterprise” znajdował się w pasie złej pogody, co ukryło go przed oczyma japońskich pilotów, jednocześnie jednak spowodowało, że niekorzystający z przykrycia chmurami „Hornet” stał się wyłącznym celem klasycznego japońskiego kombinowanego ataku, przeprowadzonego przez całą japońską grupę lotniczą. Krótko po godzinie 10, 21 japońskich bombowców nurkujących Aichi D3A „Val” oraz 27 bombowców torpedowych Nakajima B5N „Kate” znalazło się nad „Hornetem” i rozpoczęło koncentryczny atak z różnych kierunków na pojedynczy lotniskowiec typu Yorktown. Pomimo zmasowanego ognia artylerii przeciwlotniczej prowadzonego przez „Hornet” oraz okręty jego eskorty, jeden z pierwszych bombowców nurkujących trafił bombą przednią część pokładu startowego. Skutkiem eksplozji pierwszej bomby pod pokładem, natychmiastową śmierć poniosło niemal 60 osób. Gdy swój atak rozpoczęły japońskie samoloty torpedowe, pilot jednego z zestrzelonych bombowców nurkujących skierował swój spadający samolot w kierunku „Horneta”, trafiając w nadbudówkę u podstawy komina. Po odbiciu się od niego eksplodował na pokładzie startowym, zabijając siedmiu członków załogi lotniskowca. W wyniku uderzenia, zablokowany został komin okrętu, w którym utkwiło lewe skrzydło samolotu, zniszczony też został maszt sygnałowy „Horneta”.
Dwóm z atakujących w tym samym czasie samolotów torpedowych, udało się przetrwać rozproszony ostrzał systemów obrony przeciwlotniczej i zrzucić swoje torpedy Typ 91, które eksplodując wyrwały 4,5-metrowe dziury poniżej linii wodnej okrętu. Trafienia w tylną część okrętu, spowodowały, że okręt utracił napęd i możliwość ruchu. Stał się wówczas celem drugiego samobójczego ataku, ze strony pilota ciężko uszkodzonego bombowca „Val”, który po okrążeniu dziobu przechylonego na sterburtę okrętu, uderzył w jego bakburtę.
CV-8 otrzymał kilka trafień bombami i dwa torpedami, a ponadto dwa uszkodzone bombowce w samobójczych atakach uderzyły w okręt.

### Atak na Enterprise
Po dwudziestu minutach „Enterprise” utracił ochronę chmur, zaczął też przyjmować na pokład własne samoloty, oraz maszyny ciężko uszkodzonego „Horneta”, co spowodowało zatłoczenie okrętu, na którym znajdowało się już ok. 150 samolotów. Samoloty te musiały zostać szybko przezbrojone i zatankowane, co przy zatłoczeniu okrętu powodowało olbrzymie ryzyko dla bezpieczeństwa jednostki, uniemożliwiało też prowadzenie operacji lotniczych. Toteż w celu uwolnienia pokładu i umożliwienia startów, samoloty uszkodzone zaczęły być zrzucane do morza. Tymczasem „Enterprise” został zaatakowany przez drugą grupę 25 bombowców nurkujących, i pomimo zestrzelenia kilku z nich, jedna z bomb trafiła w dziobowej części backburty, bomba zaś z drugiego samolotu spadła tuż za przednią windą okrętu i przebijając pokład startowy rozpadła się na dwie części. Pierwsza z nich eksplodowała na pokładzie hangarowym, druga zaś przebiła się aż do trzeciego pokładu i eksplodując tam zabiła 34 ludzi. Kilka sekund później trzecia bomba eksplodowała tuż obok okrętu, wywołując uszkodzenie poszycia kadłuba na długości 15 metrów poniżej linii wodnej i naruszając zbiorniki paliwa na sterburcie. CV-6 nie utracił co prawda napędu, jednak uszkodzenie zbiorników spowodowało, że okręt pozostawiał wyraźny ślad oleju, ułatwiający siłom japońskim śledzenie go. Uszkodzony Enterprise został następnie zaatakowany przez 16 samolotów torpedowych „Kate”, które wykonywały manewry celem zastosowania klasycznej taktyki młotka i kowadła – jednoczesnego ataku z trzech stron. Trzem z nich udało się zrzucić torpedy Typ 91, które skutkiem zastosowanego przez „Enterprise” manewru uniku przy najwyższej prędkości, minęły „Enterprise” przepływając tuż obok bakburty. Gdy trzy japońskie torpedy przepływały wzdłuż okrętu, okręt został zmuszony do kolejnego zwrotu w przeciwną stronę – inny bombowiec „Kate” zaatakował bowiem od strony dziobu, gdzie umieszczona była najsłabsza część artylerii przeciwlotniczej jednostki – ostatnia pozostała na okręcie poczwórna bateria działek 1,1" /75 (27,9 mm). Dzięki gwałtownemu zwrotowi okrętu, torpeda minęła kadłub w odległości około 30 metrów, zaś sam bombowiec „Kate” został po raz ostatni zestrzelony przez działka 1,1". Ogólnie, USS „Enterprise” (CV-6) – który zyskał sobie wśród załogi przydomek „Lucky E” – zdołał podczas tej bitwy wymanewrować dziewięć wycelowanych w niego z różnych kierunków torped.

#### USS Smith (DD-378)
W czasie japońskiego ataku na „Enterprise”, nad „Big E” i jego okrętami eskorty trwały zacięte walki powietrzne prowadzone przez myśliwce CAP należące do eskadry VF-10 lotniskowca „Enterprise”. Jednym ze znajdujących się w tym czasie w powietrzu pilotów CAP był as myśliwski Swede Vejtasa, który broniąc swojego okrętu w tej bitwie, w jednym locie samodzielnie zestrzelił 7 nieprzyjacielskich bombowców nurkujących i torpedowych, za co po bitwie został odznaczony drugą Złotą Gwiazdą w Zastępstwie Navy Cross. Jedną z maszyn zestrzelonych przez Vetjasę był samolot torpedowy Nakajima B5N „Kate”, który po wywołanym pociskami Vetjsy pożarze silnika – wobec niemożliwości dotarcia do „Enterprise” – skierował się na niszczyciel eskorty USS „Smith” (DD-378) typu Mahan. Wraz ze swoją torpedą, japoński pilot uderzył w przednią wieżę działa Mark 12 127 mm /38 niszczyciela, który ogarnięty płomieniami w dziobowej części, utracił kontrolę zwracając się na sterburtę wprost w płynący tuż obok niego „Enterprise”. Celem uniknięcia kolizji z okrętem własnej eskorty, CV-6 wykonał ostry zwrot na sterburtę, dzięki któremu dziób „Smitha” minął lotniskowiec za rufą okrętu flagowego.
Tymczasem w szczątkach rozbitego japońskiego samolotu, z czego nie zdawała sobie sprawy walcząca z pożarem i prowadząca akcję ratunkową rannych załoga okrętu, leżała pod pokładem wciąż uzbrojona głowica japońskiej torpedy, która wkrótce eksplodowała pod wpływem pożaru. Eksplozja torpedy całkowicie zniszczyła dziób jednostki, i podczas gdy członkowie zespołu damage control starali się ograniczyć rozmiary ogromnego pożaru i uratować jednostkę, płomienie zmusiły obsadę mostka okrętu do ewakuacji. Pożar jednak zbliżał się do magazynu amunicji okrętu, co groziło całkowitym zniszczeniem jednostki i śmiercią całej załogi. Kapitan niszczyciela zdecydował się więc na radykalny manewr, celowo kierując płonący dziób okrętu tuż za rufę eskortującego „Enterprise” pancernika USS „South Dakota” (BB-57), w nadziei że wyrzucana pod ogromnym ciśnieniem przez cztery śruby okrętu liniowego woda, gwałtownie zaleje dziób niszczyciela gasząc jednocześnie pożar jego jednostki. Manewr ten zakończył się całkowitym sukcesem, i mimo śmierci niemal 60 członków załogi USS „Smith” (DD-378) wznowił walkę w obronie USS „Enterprise”.
Jeden z japońskich samolotów torpedowych zatopił natomiast niszczyciel USS „Porter”. Uszkodzeniu uległ także pancernik USS „South Dakota”, na którym bomba wyłączyła z akcji dwa działa 406 mm (pancernik prowadził skuteczny ogień przeciwlotniczy i według danych amerykańskich, jego artylerzyści z kolei zestrzelili aż 26 samolotów).

### Drugi atak na Horneta
Podczas gdy USS „Enterprise” i USS „Smith” walczyły o przetrwanie, 10 mil od zespołu okrętu flagowego, na pokładzie USS „Hornet” trwała walka o uratowanie wielokrotnie trafionego bombami, torpedami i samolotami lotniskowca. Na pomoc mu ruszył krążownik USS „Northampton” (CA-26), któremu udało się wziąć lotniskowiec na hol i rozpoczął holowanie go z prędkością 5 węzłów. Na pokładzie USS „Enterprise” jednak, admirał Kinkaid stanął przed koniecznością decyzji co do dalszych kroków, zwłaszcza czy pozostać w pobliżu holowanego „Horneta” zapewniając mu eskortę, czy też nie narażając się na dalsze ataki opuścić pole bitwy. Po zatopieniu bowiem 15 września „Waspa” (CV-7) i dzisiejszym ciężkim uszkodzeniu „Horneta”, „Enterprise” został jedynym zdolnym do działań bojowych amerykańskim lotniskowcem na Pacyfiku, bez tymczasowo żadnych możliwości zastąpienia go innym okrętem. Admirał podjął wobec tego decyzję o wycofaniu się do amerykańskiej bazy w Numei w Nowej Kaledonii i pozostawieniu holowanego okrętu siostrzanego „Enterprise” na niepewny los.
Tymczasem do godziny 1600 zespołom damage control udało się zdusić pożar na „Hornecie”, a nawet przywrócić ciśnienie w trzech z czterech kotłów. Wkrótce jednak nad zespołem „Horneta” pojawiło się siedem japońskich samolotów torpedowych, z których jeden uzyskał trafienie w śródokręciu okrętu, co przesądziło los jednostki. Nie chcąc ryzykować losu innych okrętów, dowodzący amerykańską operacją z Numei admirał William Halsey nakazał dowódcy „Horneta” kpt. Charlesowi Masonowi zatopienie okrętu. Mason wydał wobec tego rozkaz opuszczenia okrętu, na pokładzie którego pozostało ponad 100 ciał poległych w japońskich atakach oficerów i marynarzy.

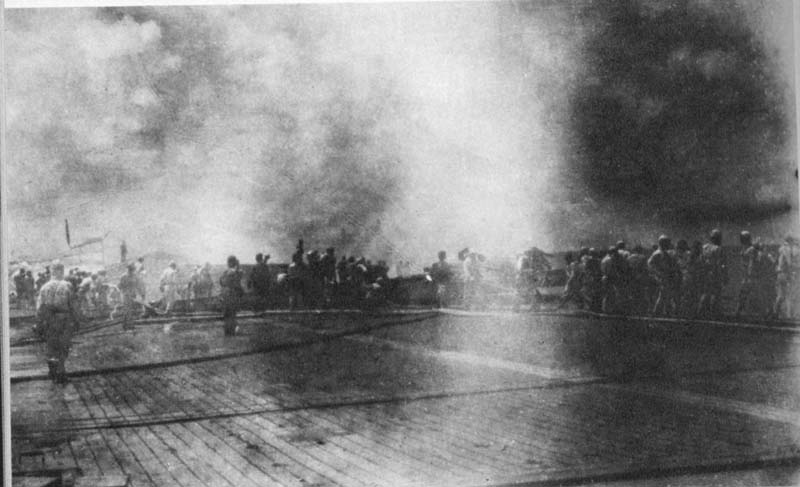
Członkowie załogi „Shokaku”, walczący z pożarem po zbombardowaniu okrętu przez amerykańskie bombowce nurkujące SBD Dauntless.

Po godzinie 15, japońskie samoloty z lotniskowców „Zuikaku” i „Junyo” ponownie zaatakowały „Horneta”, holowanego z placu boju. Po kolejnym trafieniu torpedą i bombami, Amerykanie uznali, że okrętu nie da się uratować, opuścili go i postanowili dobić torpedami. Dzięki odpornej konstrukcji, charakterystycznej dla amerykańskich dużych lotniskowców, okręt jednak nie tonął pomimo trafienia 6 torpedami niszczycieli i ostrzelania ponad 400 pociskami z dział. Dopiero w nocy płonący lotniskowiec został odnaleziony przez zespół okrętów japońskich i zatonął po trafieniu 4 ciężkimi torpedami Typ 93 japońskich niszczycieli.
Równocześnie japońskie lotniskowce znalazły się pod atakiem lotniczym. Lotniskowiec „Shōkaku” został trafiony 4 bombami samolotów z „Horneta”, które poważnie uszkodziły mu pokład startowy i wywołały pożar. Inna grupa amerykańskich samolotów zaatakowała japońskie okręty artyleryjskie, uszkadzając 3 bombami ciężki krążownik „Chikuma”.

## Podsumowanie
Bitwa koło wysp Santa Cruz była taktycznym zwycięstwem Japończyków, Amerykanie natomiast stracili jeden duży lotniskowiec. Jeden lotniskowiec amerykański i dwa japońskie zostały uszkodzone, przy czym „Enterprise” powrócił do służby już w połowie listopada (I bitwa pod Guadalcanalem), a „Shōkaku” dopiero po 5 miesiącach. Uszkodzenia „Zuihō” nie były poważne. Ponadto, zatopiony został amerykański niszczyciel „Porter” i uszkodzony japoński krążownik „Chikuma”. Japończycy jednakże ponieśli bardziej dotkliwe straty w samolotach i ich załogach – 100 utraconych według danych amerykańskich, 66 według japońskich. Bitwa pod Santa Cruz była trzecim i ostatnim etapem likwidacji korpusu najlepiej wyszkolonych japońskich pilotów. Po stratach w tym korpusie podczas bitwy na Morzu Koralowym, a przede wszystkim zaś pod Midway (121) oraz koło wschodnich wysp Salomona (110), utrata 148 pilotów pod Santa Cruz znamionowała koniec japońskiej Kido Butai w formie sprzed kampanii na Salomonach. W przeciwieństwie do potencjału przemysłowego i możliwości szkolenia pilotów Stanów Zjednoczonych, straty japońskie były trudne – w rzeczywistości niemożliwe – do nadrobienia. Na początku wojny japońskie lotnictwo morskie dysponowało około 2000 wykwalifikowanych dla lotnictwa pokładowego lotników, utrata w 1942 roku kilkuset lotników nie zniszczyła więc japońskiego korpusu załóg pokładowych lotnictwa, zapoczątkowała jednak spiralę jego upadku, bitwa zaś pod Santa Cruz oznaczała koniec elity tego korpusu.
Zwycięstwo Japończyków nie było więc decydujące i nie mogło w żadnym wypadku zrekompensować klęski pod Midway, jak było w zamiarach japońskiego dowództwa. Przede wszystkim zaś nie powiódł się japoński plan odbicia od żołnierzy United States Marine Corps kluczowego Guadalcanalu ze znajdującym się na nim lotniskiem. Po jego klęsce pod Midway, brak zdecydowanego zwycięstwa pod Santa Cruz, oznaczał też ostateczny koniec kariery wiceadmirała Nagumo, który został odsunięty od dowodzenia.
Bitwa nie wpłynęła na położenie wojsk na Guadalcanalu, na którym 24 października został krwawo odparty kolejny atak japońskich wojsk gen. Maruyamy na pozycje amerykańskie.